# Mădăras (Bihor)
Mădăras is een Roemeense gemeente in het district Bihor.
Mădăras telt 2829 inwoners.